# Natalja Starszowa
Natalja Nikołajewna Starszowa, z domu Razumowa (ros. Наталья Николаевна Старшова (Разумова), ur. 21 listopada 1961 w Rewdzie) – rosyjska siatkarka, reprezentantka Związku Radzieckiego, złota medalistka igrzysk olimpijskich oraz trzykrotna medalistka mistrzostw Europy.

## Życiorys
Starszowa zadebiutowała w reprezentacji Związku Radzieckiego w 1979. W tym też roku zdobyła złoty medal na mistrzostwach Europy we Francji. Wystąpiła na igrzyskach olimpijskich 1980 w Moskwie. Zagrała wówczas we wszystkich meczach turnieju, w tym w zwycięskim finale z NRD. Wraz z reprezentacją zdobyła wicemistrzostwo Europy w 1981 na turnieju rozgrywanym w Bułgarii i w 1983 w NRD. W 1983 po raz ostatni zagrała w reprezentacji.
Starszowa była zawodniczką klubów Urałoczka Swierdłowsk w latach 1977-1982 i Dinamo Moskwa w latach 1982-1992. Sześciokrotnie zdobywała mistrzostwo ZSRR w latach 1978–1983. Dwukrotnie tryumfowała w pucharze Europy mistrzyń krajowych w 1981 i 1982. Karierę sportową zakończyła w 1992.
Za osiągnięcia sportowe została w 1980 wyróżniona tytułem Zasłużony Mistrz Sportu ZSRR.
Jest absolwentką Swierdłowskiego Narodowego Instytutu Ekonomicznego.